# Levi Schoppema
Levi Schoppema (Doetinchem, 27 mei 2004) is een Nederlands voetballer die als verdediger voor De Graafschap speelt.

## Carrière
Schoppema begon met voetballen in de jeugd van DZC '68 waarna hij in het seizoen 2012-13 overstapte naar de jeugdopleiding van De Graafschap.
Sinds het seizoen 2022-23 zit hij bij de hoofdmacht van De Graafschap waar hij in juli 2022 zijn eerste profcontract tot medio 2025 tekende.
Schoppema maakte op 10 januari 2023 zijn debuut voor de hoofdmacht in de 2e ronde van de KNVB Beker in de met 1-4 gewonnen uitwedstrijd tegen H.V. & C.V. Quick.
Na een aantal keren bij de selectie op de bank te hebben gezeten, maakte hij op 6 maart 2023 zijn debuut in de Eerste divisie in de met 2-0 gewonnen thuiswedstrijd tegen Helmond Sport viel hij in de 83e minuut in voor Alexander Büttner.
In april 2025 verlengde Schoppema zijn aflopende contract bij De Graafschap tot en met 2027.

## Clubstatistieken
| Seizoen | Club          | Competitie     | Competitie | Competitie | Beker | Beker | Overig | Overig | Internationaal | Internationaal | Totaal | Totaal |
| Seizoen | Club          | Competitie     | Wed.       | Dlp.       | Wed.  | Dlp.  | Wed.   | Dlp.   | Wed.           | Dlp.           | Wed.   | Dlp.   |
| ------- | ------------- | -------------- | ---------- | ---------- | ----- | ----- | ------ | ------ | -------------- | -------------- | ------ | ------ |
| 2022/23 | De Graafschap | Eerste divisie | 6          | 0          | 1     | 0     | 0      | 0      | -              | -              | 7      | 0      |
| 2023/24 | De Graafschap | Eerste divisie | 23         | 0          | 2     | 0     | 1      | 0      | -              | -              | 26     | 0      |
| 2024/25 | De Graafschap | Eerste divisie | 30         | 1          | 1     | 0     | 0      | 0      | -              | -              | 31     | 1      |
| Totaal  | Totaal        | Totaal         | 59         | 1          | 4     | 0     | 1      | 0      | 0              | 0              | 64     | 1      |

Bijgewerkt t/m 17 april 2025.

## Interlandcarrière
In 2022 werd Schoppema opgeroepen voor het Nederlands elftal onder 18 maar tot spelen kwam het hier niet.